# Comuna de Tworóg
Tworóg (polaco: Gmina Tworóg) é uma gminy (comuna) na Polónia, na voivodia de Santa Cruz e no condado de Tarnogórski. A sede do condado é a cidade de Tworóg.
De acordo com os censos de 2004, a comuna tem 8157 habitantes, com uma densidade 65,30 hab/km².

## Área
Estende-se por uma área de 124,92 km², incluindo:
- área agrícola: 20%
- área florestal: 70%

## Demografia
Dados de 30 de Junho 2004:
|                      | Total   | Total | Mulheres | Mulheres | Homens  | Homens |
| -------------------- | ------- | ----- | -------- | -------- | ------- | ------ |
|                      | pessoas | %     | pessoas  | %        | pessoas | %      |
| População            | 8157    | 100   | 4119     | 50,5     | 4038    | 49,5   |
| Densidade (pop./km²) | 65,3    | 100   |          |          |         |        |

De acordo com dados de 2002, o rendimento médio per capita ascendia a 1240,61 zł.